# Karl Mehnert (Politiker, 1872)
Karl Mehnert (* 29. März 1872 in Ponitz; † 7. Juli 1961 in Altenburg) war ein deutscher Jurist und Politiker (Freisinnige Vereinigung, DDP, LDPD).

## Leben
Mehnert war evangelisch-lutherischer Konfession und trat später aus der Kirche aus. Er studierte Staats- und Rechtswissenschaften und war von 1899 bis 1954 Rechtsanwalt in Altenburg. Von 1924 bis 1934 und erneut von 1945 bis 1954 war er Notar in Altenburg. 1917 leistete er im Ersten Weltkrieg Kriegsdienst als Landsturmrekrut.

## Politik
Im Kaiserreich schloss er sich der Freisinnigen Vereinigung an und war für diese von 1913 bis 1921 Mitglied im Landtag von Sachsen-Altenburg. Nach der Novemberrevolution wurde er Mitglied der DDP und vertrat diese von 1919 bis 1920 im Volksrat von Thüringen und war dort zweiter Vizepräsident. Für den Wahlkreis Sachsen-Altenburg wurde er 1920 in den Thüringer Landtag gewählt, dem er bis zum Ende der ersten Wahlperiode 1921 angehörte. Im Landtag war er Fraktionsvorsitzender der DDP und zweiter Vizepräsident.
Von 1918 bis 1922 war er Justiz- und Kultusminister des Freistaats Sachsen-Altenburg bzw. des Gebietes Altenburg. Zwischen 1922 und 1932 gehörte er dem Stadtrat von Altenburg an. Nach der Machtergreifung der Nationalsozialisten wurde ihm durch Beschluss des Reichsehrengerichtshofs wegen der Verweigerung des  Hitlergrußes 1934 das Notariat entzogen.
Mehnert gründete 1945 die LDPD in Altenburg mit und war deren Kreisverbandsvorsitzender. 1945 wurde er zum Oberbürgermeister von Altenburg ernannt. Von 1946 bis 1950 gehörte er erneut dem Thüringer Landtag an. 1946 war er dort Alterspräsident.